# Barkahoum Drici

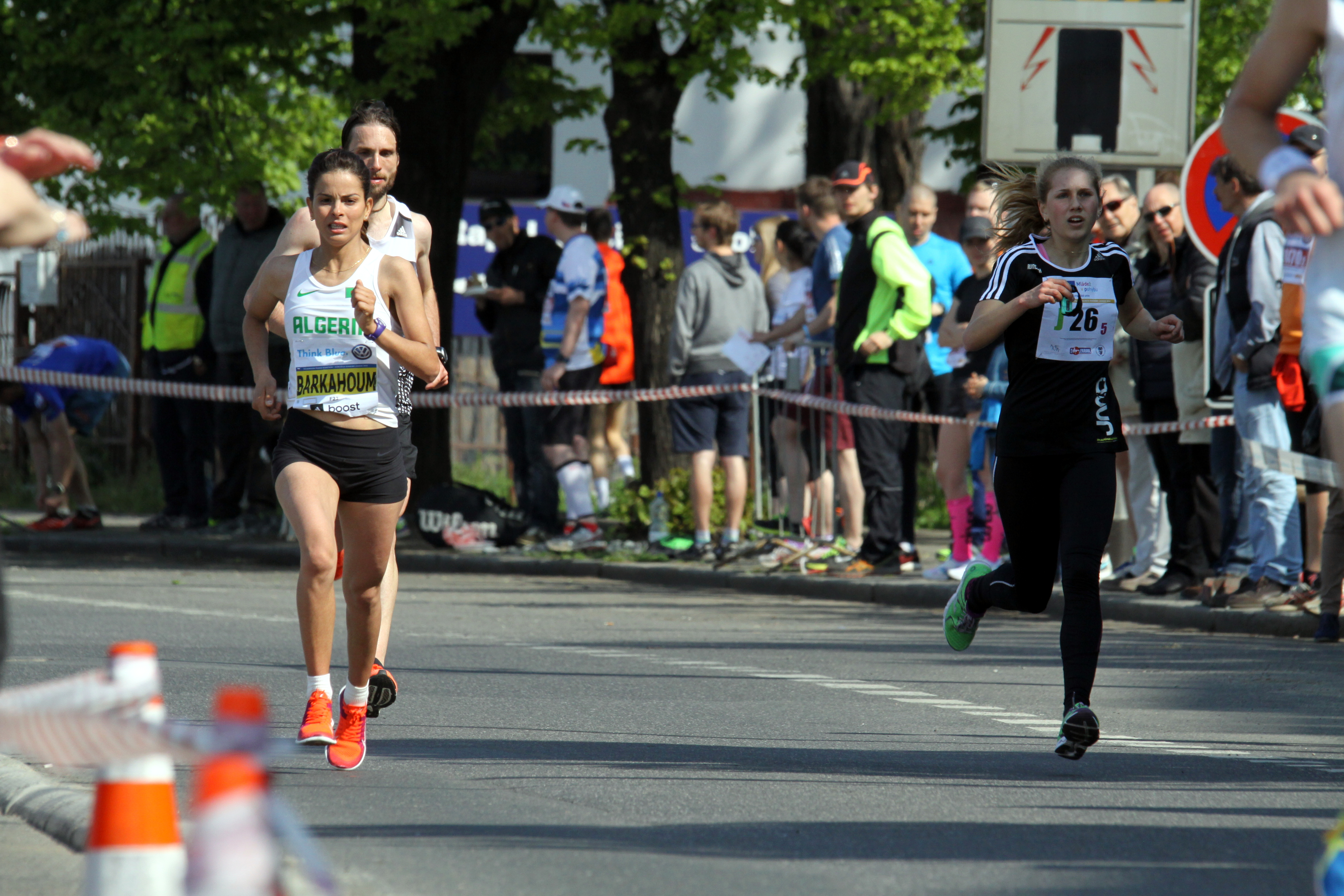
Barkahoum Drici beim Prag-Marathon 2015

Barkahoum Drici (* 28. März 1989) ist eine algerische Langstreckenläuferin.

## Karriere
Eine neue persönliche Bestmarke im Marathon lief sie am 3. Mai 2015 in Prag. Sie benötigte dafür 2:43:11 h und belegte den 13. Platz. Am 30. August 2015 lief sie bei den Leichtathletik-Weltmeisterschaften in Peking im Marathon, denn sie aber nicht beendete.

## Persönliche Bestleistung
- 10.000-Meter-Lauf: 33:15,55 min, 8. Juni 2013, Bejaia
- Halbmarathon: 1:11:48 h, 27. April 2013, El Khroub
- Marathon: 2:43:11 h, 3. Mai 2015, Prag-Marathon